# Footsteps in the Light
Footsteps in the Light ist das erste Kompilationsalbum des Sängers und Songwriters Yusuf Islam, der früher als Cat Stevens bekannt war.

## Geschichte
Das erste Kompilationsalbum von Yusuf Islam, erschienen im April 2006, beinhaltet ausschließlich gesungene Lieder mit Chor- und Perkussionsbegleitung und ist in der musikalischen Ausrichtung nicht mit seinen Veröffentlichungen unter dem Künstlernamen Yusuf vergleichbar.
Die einzelnen Titel, laut CD-Begleitbuchtext aufgenommen zwischen 1981 und 2006, sind im weiteren Sinne als kommerziell zu bezeichnen und haben teilweise einen religiösen Hintergrund; einige Stücke wurden in arabischer Sprache aufgenommen. Verbindungen zu seiner 1978 beendeten Karriere als Cat Stevens bilden die Neuinterpretationen von The Wind, Wild World (Bana, Bana) und Peace Train.

## Trackliste
Alle Songs (außer anders erwähnt) wurden von Yusuf Islam/Cat Stevens geschrieben oder arrangiert.
1. The Wind
2. White Moon
3. If You Ask Me
4. I Look, I See
5. Tala'al Badru Alayna
6. Seal of the Prophets
7. Wild World (Bana, Bana)
8. Angel of War (Yusuf Islam/Johnny Clegg)
9. In'nilta
10. Salli ala Muhammad
11. God Is the Light
12. Peace Train
13. A is for Allah
14. Adhan (Call to Prayer)
15. Angel of War (Mazhar Alanson ile) (Yusuf Islam/Johnny Clegg)